# Frauke Neuhaus
Frauke Neuhaus (* 20. April 1993 in Mannheim) ist eine deutsche Volleyballspielerin, die derzeit für die Binder Blaubären TSV Flacht aktiv ist.

## Karriere
Neuhaus begann ihre Karriere in ihrer Heimatstadt bei der VSG Mannheim-Käfertal. Von dort wechselte sie zu Allianz MTV Stuttgart. Sie spielte mit der zweiten Mannschaft des Vereins in der zweiten Bundesliga. 2010 wurde Neuhaus deutsche Vizemeisterin der U20; in den folgenden beiden Jahren erreichte sie im gleichen Wettbewerb jeweils den dritten Rang. 2016 wurde die Diagonalangreiferin vom deutschen Bundesligisten Ladies in Black Aachen verpflichtet. Mit dem Verein erreichte sie in der Saison 2016/17 jeweils das Viertelfinale in den Bundesliga-Playoffs und im DVV-Pokal 2016/17. Im folgenden Jahr kam sie ins Playoff-Halbfinale. Danach wechselte sie zu Bundesligaaufsteiger NawaRo Straubing und 2019 zum VC Wiesbaden. Seit 2021 spielte Neuhaus beim SSC Palmberg Schwerin, mit dem sie den DVV-Pokal 2022/23 gewann.
Zur Saison 2023/24 wechselte sie in die neu gegründete 2. Volleyball-Bundesliga Pro zu den Binder Blaubären TSV Flacht. Dort wurde die erfahrene Spielerin zu einer der zentralen Stützen im neu formierten Team. In zwei Spielzeiten absolvierte sie 50 Spiele in der zweithöchsten Spielklasse Deutschlands und wurde dabei insgesamt 27-mal die Auszeichnung als MVP (14× Gold, 13× Silber). Keine andere Spielerin sammelte in diesem Zeitraum mehr Medaillen in der Liga als sie. Mit Flacht gewann Neuhaus zweimal den VLW-Pokal sowie einmal den Regionalpokal Süd. Nach dem Klassenerhalt im ersten Jahr folgte im zweiten Jahr der Aufstieg in die 1. Bundesliga.